# Associazione generale cooperative italiane
L'Associazione generale cooperative italiane, meglio conosciuta come AGCI, è una delle principali associazioni di cooperative italiane.

## Storia
L'AGCI fu fondata nel 1952 da Armando Rossini, Giuseppe Botti, Bruno Ciccarelli, Giovanni Anzaldi, Giuseppe Belloni, Vincenzo Del Gaudio, Ubaldo Pastacaldi, ponendo come sede principale quella di Roma e definendo come decentramenti principali quelli regionali e nei casi previsti provinciali ed interprovinciali .

## Motivazioni dell'iniziativa e prospettive
L'AGCI nasce dall'iniziativa di un gruppo di sodalizi di ispirazione repubblicana, laica, liberale e socialdemocratica.
A tutt'oggi le Centrali cooperative sono diverse: oltre ad AGCI,  le principali sono Legacoop e Confcooperative. Le tre organizzazioni hanno dato vita all'Alleanza delle Cooperative Italiane, con l'obiettivo di dotare il movimento cooperativo italiano di un coordinamento stabile e di una rappresentanza internazionale unitaria.

## Motto
Il motto dell'AGCI è: "Capitale e lavoro nelle stesse mani" (Giuseppe Mazzini).